# QANDA
QANDA (viết tắt của Q and A (Question and Answer)) là một nền tảng học tập và quảng cáo dựa trên trí tuệ nhân tạo AI được phát triển bởi Mathpresso Inc., một công ty công nghệ giáo dục có trụ sở tại Hàn Quốc.  
QANDA sử dụng công nghệ nhận dạng ký tự quang học để quét các bài toán và cung cấp các bước giải chi tiết.
Tính đến năm 2021, QANDA đã đạt vị trí số 1 trên bảng xếp hạng giáo dục tại 20 quốc gia, bao gồm Nhật Bản, Việt Nam, Indonesia và Thái Lan. QANDA cũng thành lập văn phòng toàn cầu tại Nhật Bản, Việt Nam và Indonesia.
Tính đến tháng 12 năm 2022, QANDA đã giải được hơn 4,7 tỷ câu hỏi. QANDA có tổng cộng 75 triệu người dùng đã đăng ký và đạt 13 triệu người dùng hoạt động hàng tháng (MAU) tại 50 quốc gia. 87% người sử dụng đến từ nước ngoài như Việt Nam và Indonesia.

## Lịch sử
Đồng sáng lập Jongheun 'Ray' Lee lần đầu tiên đưa ra ý tưởng về QANDA trong năm đầu tiên của mình ở đại học. Trong khi đang dạy thêm để kiếm tiền, Lee nhận ra rằng chất lượng giáo dục mà một học sinh nhận được phụ thuộc rất nhiều vào vị trí của họ. Lee thấy các sinh viên K-12 của mình thường xuyên hỏi những câu hỏi tương tự và nhận ra rằng những câu hỏi này đến từ một số sách giáo khoa hiện đang được lựa chọn trước đó đang được sử dụng trong các trường học. Anh quyết định hợp tác với người bạn trung học của mình, Yongjae 'Jake' Lee để xây dựng một nền tảng theo đó cách sử dụng ứng dụng di động để quét và nộp các câu hỏi, học sinh có thể hỏi và nhận được các câu trả lời chi tiết. Bạn cùng trường của Lee, Wonguk Jung và Hojae Jeong, đã gia nhập đội.
Vào tháng 6 năm 2015, Mathpresso, Inc. được thành lập tại Seoul, Hàn Quốc.
Vào tháng 1 năm 2016, sản phẩm đầu tiên của Mathpresso được ra mắt - QANDA. QANDA với tính năng [Hỏi gia sư] đã hỗ trợ hoạt động hỏi đáp, trao đổi giữa học sinh và gia sư.
Vào tháng 10 năm 2017, QANDA đã giới thiệu một tính năng tìm kiếm dựa trên AI cho phép người dùng tìm kiếm câu trả lời chỉ trong vài giây.
Vào tháng 6 năm 2021, QANDA đã huy động được 50 triệu đô la trong loạt tài trợ series C.
Vào tháng 11 năm 2021, QANDA đã chiến thắng một khoản đầu tư chiến lược từ  Google.
Kể từ khi bắt đầu, họ đã nhận được sự hỗ trợ từ các nhà đầu tư như Google, Yellowdog, GGV Capital, Goodwater Capital, KDB và SKS Private Equity với sự tham gia của SoftBank Ventures Asia, Legend Capital, Mirae Asset Venture Investment và Smile Gate Investment. Tổng số tiền đầu tư tích lũy vào khoảng 122 triệu đô la.

## Đặc trưng
QANDA có tính năng Tìm kiếm lời giải dựa trên OCR, Hỏi gia sư 1:1 và Học nhóm, mỗi khi bạn tra bài sẽ được xem một quảng cáo miễn phí.
Vào năm 2021, QANDA đã cho ra mắt các tính năng bổ sung, bao gồm gói thành viên Premium - cung cấp các bài giảng video không giới hạn với "kích thước siêu lớn" và tính năng Góc học tập nhằm nâng cao khả trau dồi, chia sẻ kiến thức, cùng nhau tiến bộ.
Vào năm 2021, QANDA đã cho ra mắt QANDA Tutor - dịch vụ gia sư trực tuyến 1:1 dựa trên máy tính bảng.
Vào năm 2022, QANDA đã cho ra mắt tính năng cung cấp online các tài liệu đề thi trong quá khứ của các trường học. Tính năng này hiện chỉ có ở Hàn Quốc.